# Dual-Stage-4-Grid-Ionenantrieb
Der Dual-Stage-4-Grid-Ionenantrieb (DS4G-Ionenantrieb, englisch dual-stage 4-grid ion thruster) ist ein von der Europäischen Weltraumorganisation (ESA) und der Australian National University (ANU) entwickeltes Ionentriebwerks-Prinzip.
Prototypen können einen Ionenstrahl erzeugen, der viermal so schnell ist wie die der bisher leistungsfähigsten Ionentriebwerke, ohne dass die Elektroden wie zuvor beschädigt werden. Im Vergleich zum Ionentriebwerk PPS 1350 der Mondsonde SMART-1 beschleunigt das Triebwerk die austretenden Ionen auf die über zehnfache Geschwindigkeit (210 km/s).

## Prinzip
Mit steigender Beschleunigungsspannung ansonsten auftretende Probleme werden dadurch vermieden, dass der Ionenstrahl zweistufig (engl. dual stage) unter Verwendung von vier Elektroden (engl. 4 grid) beschleunigt wird. 
Das Prinzip ist von Fusionsexperimenten her bereits bekannt, bei denen schnelle Protonen (1 MeV) benötigt werden.
Zunächst werden wie beim Zwei- oder Dreielektroden-Triebwerk Ionen mit zwei Gittern aus der Ionenquelle extrahiert. Sie haben dann bereits eine hohe Geschwindigkeit, die jedoch auf Energien < 5 keV limitiert ist, um Strahldivergenz und Elektrodenerosion zu vermeiden. Es folgt eine Nachbeschleunigung des Strahles mit 15 bis 30 kV und eine übliche vierte Elektrode (Bremsgitter).
Als ionisierbare Stützmasse wird – wie auch bei anderen Ionentriebwerken – das Edelgas Xenon eingesetzt. Das Triebwerk funktioniert jedoch auch mit Krypton oder einer Mischung von beidem.

## Ergebnisse
Durch die Anordnung lassen sich Leistung und Leistungsdichte steigern. Der Testprototyp war nicht auf Leistung und Wirkungsgrad optimiert. Getestet wurde die Funktionsfähigkeit der Technologie. Es wurde beim Prototyp ein spezifischer Impuls von 15 000 s erreicht (Limit von 3-Elektroden-Antrieben ist 10 000 s) und es wurden Spannungen bis 30 kV eingesetzt, das Prinzip erlaubt jedoch den Einsatz von höheren Spannungen. Die limitierenden Faktoren für den Einsatz von Ionenantriebe dieser Bauart in interplanetaren oder möglicherweise in interstellaren Missionen liegen nicht im Triebwerk, sondern in der Bereitstellung der notwendigen Energie. Die herkömmlichen RTG's als Energiequellen haben eine zu geringe Energiedichte, um auf diese Weise eingesetzt zu werden, die Sonden würden dadurch zu schwer. Nur ein noch zu entwickelnder kleiner und leichter Nuklearreaktor mit einem Gewicht von ca. 1000 kg für den Einbau in einer Sonde könnte nach bisherigem Stand der Technik die notwendige Leistung erbringen.

## Weiterführende Literatur
- C. Bramanti, R. Walker u. a.: The innovative dual-stage 4-grid ion thruster concept – Theory and experimental results. (PDF; 548 kB) International Astronautical Federation, IAC-06-C4.4.7, 2006.